# White Is in the Winter Night
"White Is in the Winter Night" er en promo-single fra den irske musiker Enya fra 2008. Det var den anden single fra hendes album And Winter Came... (2008). Enya optrådte med sangen i Live! with Regis and Kelly.

## Spor
Promo CD
1. "White Is in the Winter Night" – 3:00

## Hitlister
| Hitliste (2008)                             | Højeste placering |
| ------------------------------------------- | ----------------- |
| U.S Billboard Hot Adult Contemporary Tracks | 8                 |